# Kherabad
|  | No s'ha de confondre amb Kurabad. |

Kherabad fou un estat tributari protegit de l'Índia, una de les thikanes feudataries de Mewar governada per una família de nobles dels Sisòdia rajputs, clan Viramdevot, avui al districte de Bhilwara. Fou fundada per Viram Deo, tercer fill del maharana Udai Singh de Mewar o Udaipur.

## Llista de maharajàs
- Maharaj Viram deo
- Maharaj isri das (fill)
- Maharaj sabal singh
- Maharaj sangram singh
- Maharaj bharat singh (fill)
- Maharaj shakti singh
- Maharaj mokham singh
- Maharaj salim singh
- Maharaj ajit singh
- Maharaj lakshman singh
- Maharaj kishore singh
- Maharaj jodh singh
- Maharaj bagh singh